# آبجوی سنت وینسنت

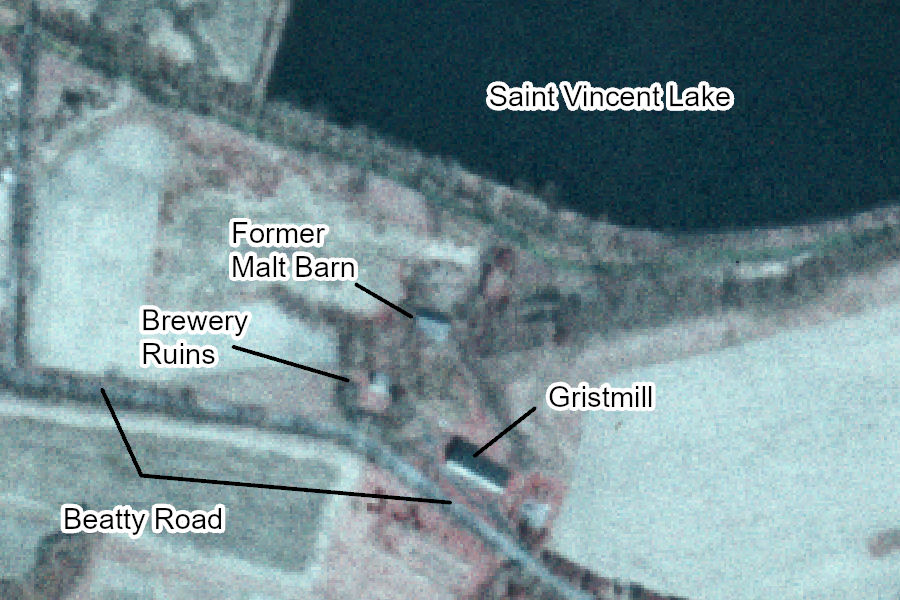
ویرانه‌های محل آبجوسازی در کنار آسیاب و دریاچهٔ سنت وینسنت در سال ۱۹۸۲

آبجوی سنت وینسنت (انگلیسی: Saint Vincent Beer) یک آبجوی لاگر بود که توسط راهبان در آرشابی سنت وینسنت در تاون‌شیپ یونیتی، پنسیلوانیا در ایالات متحدهٔ آمریکا، بین سال‌های ۱۸۵۶ تا ۱۹۱۸ تولید می‌شد. پاپ پیوس نهم در سال ۱۸۵۲ به راهبان اجازه داد تا آبجو تولید کنند و به این ترتیب به اختلاف با اسقف‌نشین کاتولیک رومی پیتسبرگ پایان داد. کارخانهٔ آبجوسازی در یک کلبهٔ چوبی نزدیک آرشابی سنت وینسنت گرایستمیل قرار داشت و در سال ۱۸۶۸ یک ساختمان آجری به این کلبه افزوده شد. پس از متوقف‌شدن تولید، صومعه از ساختمان‌ها به عنوان انبار استفاده می‌کرد تا اینکه در سال ۱۹۲۶ در آتش سوختند. دیوارها در سال ۱۹۹۵ در حین بازسازی گرایستمیل از محل حذف شدند.
تولید در حدود ۱۱۰۰ بشکه در سال ۱۸۹۱ به اوج خود رسید. محبوبیت و دسترسی گسترده به آبجو، صومعه را به توجه جنبش اعتدال‌گرایی در ایالات متحده جلب کرد. الهیات‌دان و استاد فرانچسکو ساتولی، که در آن زمان فرستادهٔ رسولی به ایالات متحده بود، در سال ۱۸۹۵ به آرشاب لیندر شنر نامه نوشت و از او خواست تا تولید آبجو را متوقف کند. به عنوان بخشی از یک کمپین رسانه‌ای علیه صومعه، کشیش کاتولیک و حامی اعتدال، جورج زورچر در سال ۱۸۹۸ کتابچه‌ای به نام راهبان و افول آنها منتشر کرد که از آرشابی به خاطر حمایت از تولید و توزیع الکل انتقاد می‌کرد.
پوشش منفی مطبوعات باعث شد تا فروش خارجی آن تا سال ۱۹۰۰ متوقف شود، اگرچه راهبان به مدت ۱۸ سال دیگر به تولید نوشیدنی برای مصرف داخلی ادامه دادند. اورلیوس استهل در سال ۱۹۱۸ پس از انتخاب به عنوان هم‌کار آرشاب، کارخانهٔ آبجوسازی را تعطیل کرد. چندین روایت متناقض در مورد سرنوشت دستور تهیهٔ آن وجود دارد. گفته‌های محلی می‌گوید که صومعه آن را به یک کارخانهٔ آبجوسازی دیگر فروخته است؛ با این حال، آرشابی ادعا می‌کند که دستور ساخت آبجوی آنها ثبت نشده و گم شده است.

## سال‌های اولیه
بونیفاس ویمیر از آلمان امروزی که در آنجا راهبان در صومعه‌ها آبجو تولید می‌کردند، به ایالات متحده مهاجرت کرد. در سال ۱۸۴۸، او و گروهی از نوآموزان در تاون‌شیپ یونیتی، پنسیلوانیا نزدیک لتروب، پنسیلوانیا مستقر شدند و آرشابی سنت وینسنت را تأسیس کردند. سال بعد، او مالکیت یک مهمانخانه و کارخانهٔ آبجوسازی در ایندیانا، پنسیلوانیا را به دست آورد، اما مایکل اوکانر، اسقف پیتسبرگ و حامی جنبش مخالفت با مصرف الکل، با مالکیت صومعه‌ای مخالفت کرد. ویمیر با بستن مهمانخانه موافقت کرد اما تلاش کرد کارخانهٔ آبجوسازی را نگه دارد. این موضوع اوکانر را ناراحت کرد و او از اعطای وضعیت اولویت به جامعه‌ای که ویمیر تأسیس کرده بود، خودداری نمود. ویمیر در طی سفری به رم از پاپ پیوس نهم درخواست تجدیدنظر کرد، اما درخواستش رد شد. از طریق فشار از سوی کاردینال جاکومو فیلیپو فرانزونی و پادشاه لودویگ اول، پادشاه بایرن، راهبان در سال ۱۸۵۲ از پیوس نهم اجازه گرفتند که «با شرط جلوگیری از هرگونه بی‌نظمی» آبجو تولید کنند. این اجازه شامل فروش عمده نوشیدنی نیز بود.

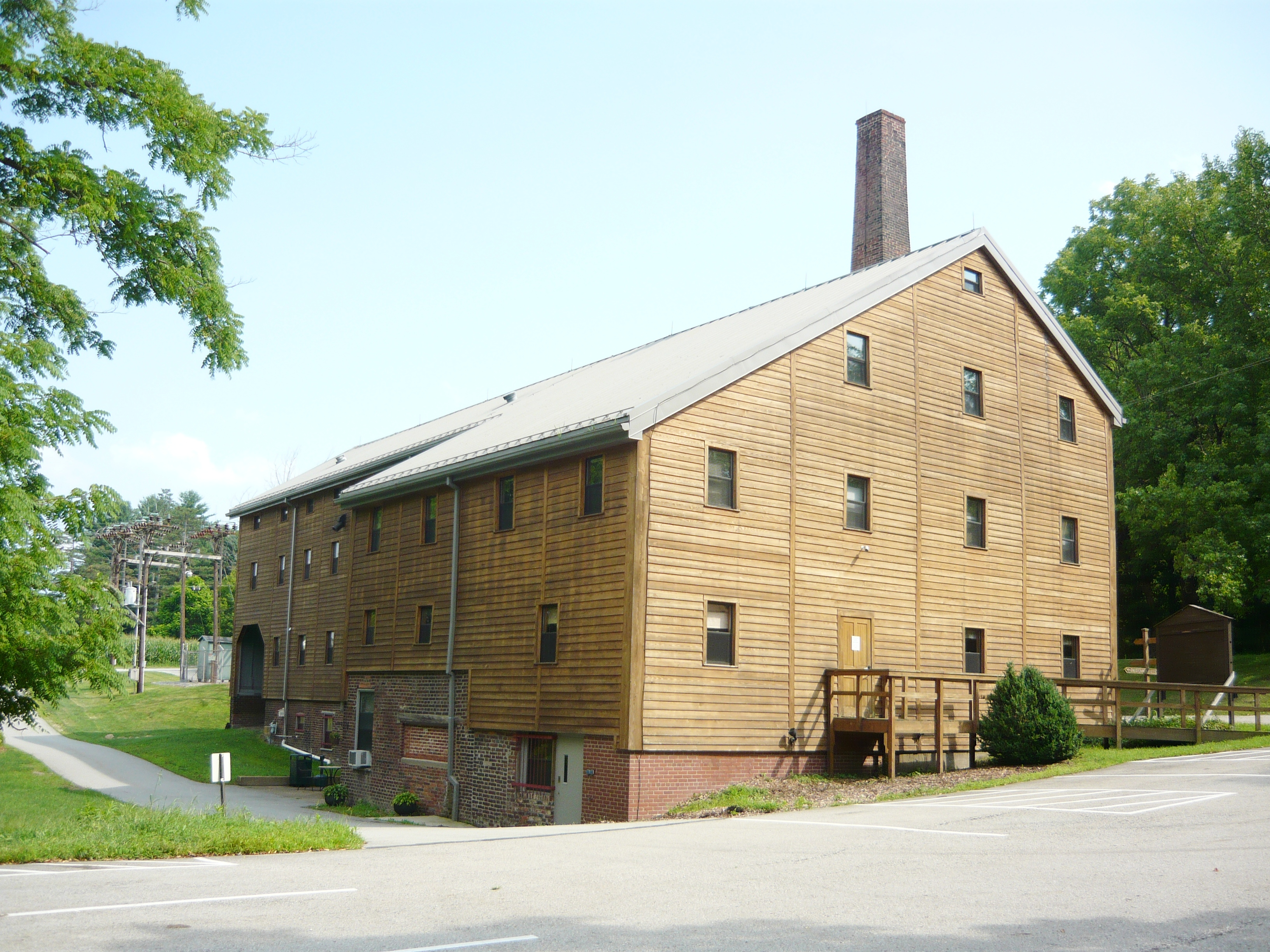
ساختمان‌های کارخانهٔ آبجوسازی در جایی قرار داشتند که اکنون پارکینگ گرایستمیل است.

در سال ۱۸۵۶، اولین آبجوی سنت وینسنت تولید شد، زمانی که آرشابی یک کارخانهٔ آبجوسازی در یک ساختمان چوبی کوچک در کنار گرایستمیل آرشابی تأسیس کرد. برای جلوگیری از برخورد بیشتر با اوکانر، آبجوی سنت وینسنت تا زمان استعفای او در سال ۱۸۶۰ به فروش گسترده نرسید. پس از تأسیس، نوشیدنی به خوبی به فروش می‌رسید و تا سال ۱۸۶۸ می‌شد آن را در مناطق دوردستی مانند بالتیمور و نیویورک نیز یافت. برای برآوردن تقاضا، یک ساختمان آجری دو طبقهٔ جدید در کنار ساختمان قدیمی ساخته شد. این آغاز عصر طلایی آبجوی سنت وینسنت بود که تا سال ۱۸۸۸ ادامه داشت.
تا سال ۱۸۶۸ صومعه حدود ۹۰۰ بشکه شراب آمریکایی (۱۰۰٬۰۰۰ لیتر؛ ۳۰٬۰۰۰ گالون آمریکایی؛ ۲۰٬۰۰۰ گالون بریتانیایی) در سال تولید می‌کرد و تولید در سال ۱۸۹۱ به ۱۱۱۹ بشکه رسید. برای هر بشکهٔ فروخته‌شده در سال ۱۸۶۸ به قیمت عمده‌فروشی ۱۴ دلار (معادل ۳۱۰ دلار در ۲۰۲۲)، صومعه ۳ دلار (معادل ۷۰ دلار در ۲۰۲۲) سود می‌کرد. ساختمان‌های دیگری نیز شامل یک خانهٔ مالت، دو سردخانه، انبارهایی برای نگهداری نوشیدنی آماده و یک خانهٔ تعاونی که بشکه‌ها توسط راهبان ساخته می‌شدند، اضافه شد.

## جنجال آبجو
در دههٔ ۱۸۹۰، دوران طلایی سنت وینسنت به پایان رسید و جنجالی آغاز شد. جنبش اعتدال‌گرایی آرشابی را محکوم کرد و این دوره به «جنجال آبجو» یا «بحران آبجو» معروف شد. در آن زمان، کلیسای کاتولیک در تلاش بود تا مصرف مشروبات الکلی را در میان مهاجران جدید به ایالات متحده کاهش دهد. در سومین شورای پرباری بالتیمور، قطعنامه‌ای از طرف روحانیون اصلاح‌طلب برای ممنوعیت تولید آبجو در صومعه‌ها شکست خورد، اما یک قطعنامهٔ ملایم‌تر که بر راهبان برای اجتناب از هر گونه رسوایی و مراقبت دقیق از نوآموزان تأکید داشت، تصویب شد.
در سال ۱۸۹۵، فرانچسکو ساتولی، فرستاده رسولی به ایالات متحده، به آرشاب لیندر شنر نامه نوشت و از او خواست تا تولید آبجو را متوقف کند. کشیش و اعتدال‌گرا جورج زورچر در سال ۱۸۹۸ کتابچه‌ای به نام راهبان و افول آنها منتشر کرد که به شدت از آرشابی انتقاد کرد. در این کتابچه زورچر گزارش داد که در سال ۱۸۹۱ بیش از ۱٬۱۱۹ بشکه آبجو تولید شده است، و با استناد به مطبوعات معاصر، اعلام کرد که سنت وینسنت یکی از بزرگ‌ترین کارخانه‌های آبجوسازی در ایالت پنسیلوانیا است.

## افول
به دلیل تبلیغات منفی و فشار از سوی گروه‌های معتدل، دِیر فروش این نوشیدنی را در ۲۹ آوریل ۱۸۹۹ متوقف کرد. برای ۱۸ سال بعد، راهبان به تولید این نوشیدنی برای استفادهٔ داخلی ادامه دادند. کارخانهٔ آبجوسازی پس از انتخاب اورلیوس استیهل به عنوان جانشین ارشد در سال ۱۹۱۸ بسته شد. سال بعد، متمم هجدهم قانون اساسی ایالات متحده آمریکا تصویب شد که آغاز دورهٔ ممنوعیت الکل بود. رسماً، ساختمان کارخانهٔ آبجوسازی در سال‌های بعد برای انبارداری مزرعه استفاده شد، اما ممکن است راهبان در آنجا مقداری آبجوی قاچاق تولید کرده باشند. در ۱۳ ژانویه ۱۹۲۶، بیشتر ساختمان‌های کارخانهٔ آبجوسازی در نیمه‌شب دچار آتش‌سوزی شدند. ویرانه‌های مجتمع کارخانه تا سال ۱۹۹۵ پابرجا بودند، زمانی که در جریان بازسازی آسیاب غلات تخریب شدند.
دربارهٔ سرنوشت دستورالعمل آن، روایت‌های متناقضی وجود دارد؛ شایعات محلی می‌گوید که راهبان آن را به شرکت آبجوسازی لاتروب یا شرکت آبجوسازی لویالهانا فروخته‌اند. لاتروب بولتن در سال ۲۰۰۳ حدس زد که آبجوی دِیر شرکت آبجوسازی لویالهانا یا همان دستورالعمل آبجوی سنت وینسنت است یا فقط به نام دیر سنت وینسنت نام‌گذاری شده است. طبق گفتهٔ دیر، دستورالعمل نوشته نشده بود و زمانی که کارخانهٔ آبجوسازی بسته شد، از بین رفت. اخیراً، یک راهب به نام «پدر توماس» در یک بخش از ان‌پی‌آر در سال ۲۰۰۹ ادعا کرد که دستورالعمل از بین نرفته است، اما گفت که برای عموم مردم قابل دسترسی نیست.

## مشخصات
این نوشیدنی، یک آبجوی تیره، غلیظ و رازکی لاگر بود که به گفتهٔ متصدی محلی، لورن لامندولا، «در سنت واقعی کارخانه‌های آبجوسازی باواریایی ساخته شده بود». پیتسبرگ پست این نوشیدنی را به خاطر خلوص، کیفیت و فرایند آهستهٔ تولیدش ستود. راهبان محصولاتی که برای تولید نیاز داشتند را از مزارع دِیر برداشت کرده و سپس آنها را مالت و تخمیر می‌کردند و با آب و رازک ترکیب می‌کردند. آنها همچنین آبجو را در خمره‌های باز می‌گذاشتند تا جا بیفتد و سپس آن را در بشکه‌هایی که در محل تولید می‌شد، ریخته و بسته‌بندی می‌کردند. وقتی این نوشیدنی را می‌فروختند، آن را به صورت محدود به یک یا دو آبجوسرا در هر شهر عرضه می‌کردند.